# Dina Miftakhutdinova
Dina Miftakhutdinova (ucraïnès: Діна Артурівна Міфтахутдинова)  (Dniprò, 2 de novembre de 1973) és una remadora ucraïnesa, ja retirada, que va competir durant la dècada de 1990.
El 1996 va prendre part en els Jocs Olímpics d'Estiu d'Atlanta, on va guanyar la medalla de plata en la prova del quàdruple scull del programa de rem. Va formar equip amb Svitlana Mazi, Inna Frolova i Olena Ronzhina. Quatre anys més tard, als Jocs de Sydney, fou quarta en la mateixa prova.
En el seu palmarès també destaquen dues medalles de bronze al Campionat del món de rem entre les edicions de 1994 i 1997.